# Gyula Feledy

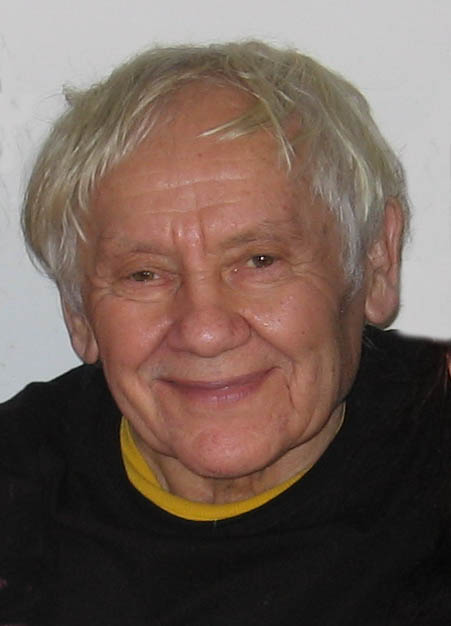
Gyula Feledy 2006 in Miskolc

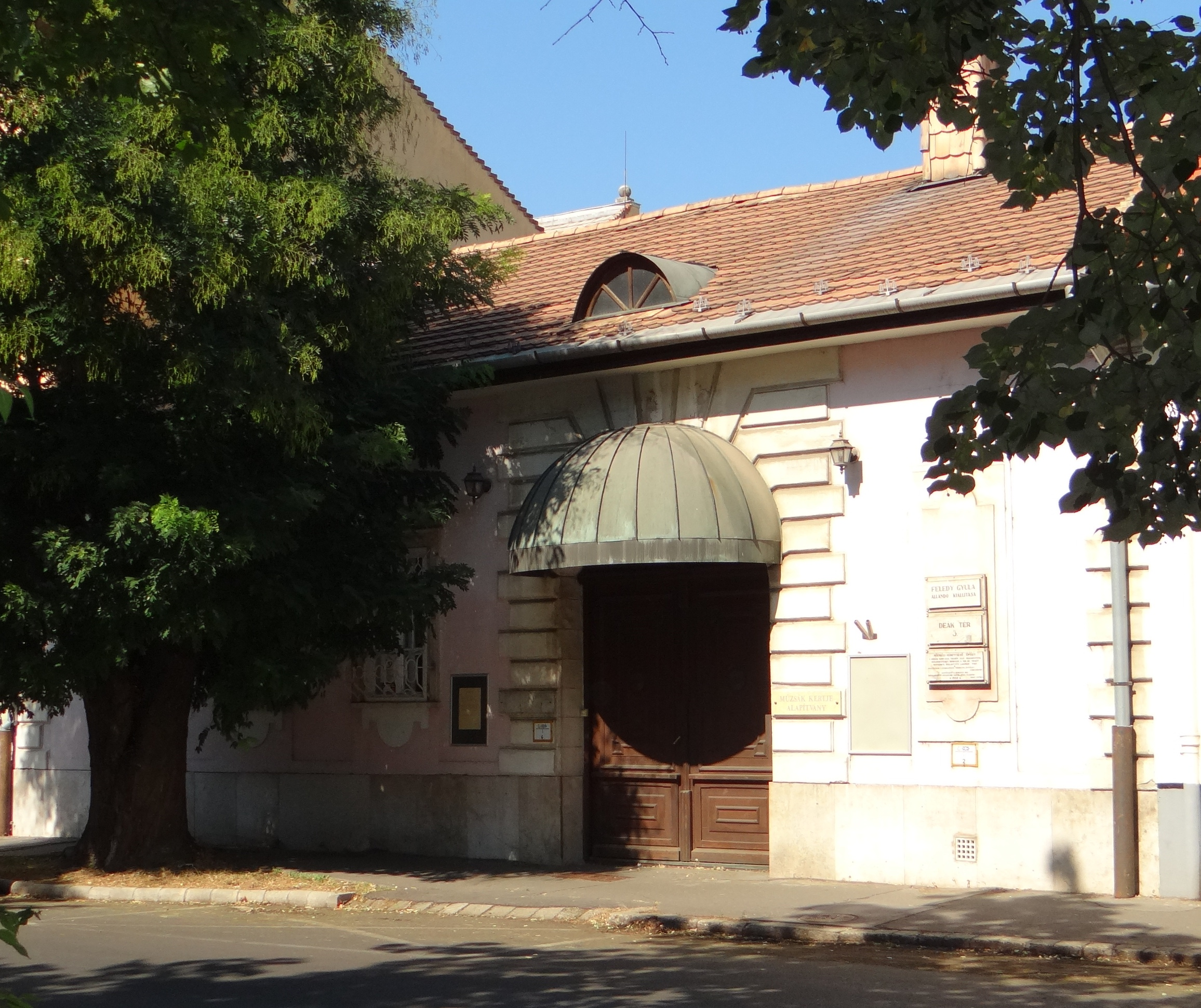
Das ehemalige Rákóczi-Haus in Miskolc. Hier befindet sich das Feledy-Museum

Gyula Feledy (* 13. Mai 1928 in Sajószentpéter; † 3. Juli 2010 in Miskolc) war ein ungarischer Grafiker und Künstler. Er lebte und arbeitete seit 1955 in Miskolc. Neben nationalen und internationalen Auszeichnungen erhielt er 1978 den Kossuth-Preis, die höchste ungarische staatliche Auszeichnung, wurde 1984 Ehrenbürger der Stadt Miskolc, erhielt 1989 die Auszeichnung zum „Großen Künstler“ und 1994 den Orden der Republik Ungarn.

## Leben
Feledy wurde als Sohn einer Bergarbeiterfamilie in der Stadt Sajószentpéter im Komitat Borsod-Abaúj-Zemplén geboren. Sein Vater stammte aus Ajnácskő (Pirsenstein), das bis 1919 zum Königreich Ungarn gehörte und durch den Vertrag von Trianon der neugebildeten Tschechoslowakei zugeschlagen wurde. Nach dem Verlust der Heimat siedelte sich Feledys Vater in Sajószentpéter an. Nach dem frühen Tod des Vaters war Feledy und sein älterer Bruder gezwungen, im Bergwerk zu arbeiten. Er ging auf die Volksschule in Miskolc, doch der weitere Schulverlauf wurde durch die Wirren des Zweiten Weltkriegs unterbrochen. Durch eine Radioaufruf hörte er 1946 von der Zulassung der reformpädagogischen Nationalen Vereinigung der Hochschulen (NÉKOSZ) sowie der Gyula-Derkovits-Akademie der Bildenden Künste. Feledy reichte drei Arbeiten ein, die angenommen wurden, wobei er zu dieser Zeit noch mit Hilfe der Lohntüte aus der anhaltenden Arbeit im Bergbau das Barnabás-Gymnasium absolvierte. An der von János Kmetty und András Beck gegründeten Akademie bildeten Lehrern wie Máriusz Rabinovszky, Ernő Kállai, Sándor Bortnyik, Ferenc Medgyessy und Major Tamás die Studenten aus. Da Becks Frau die Sekretärin des einflussreichen kommunistischen Politikers László Rajk war, kam dieser oft in der Akademie vorbei. Als Rajk im Zuge der stalinschen Säuberungen unter Verdacht geriet und schließlich 1949 hingerichtet wurde, musste die Akademie schließen und wurde in die Ungarische Akademie der Bildenden Künste in Budapest eingegliedert.
Mit dem Akademie der Bildenden Künste wollten Feledy und sein befreundeter Künstlerkreis ihre Studien im Ausland fortsetzen, wobei bereits eine Weiterarbeit im Collegium Hungaricum in Rom in Aussicht gestellt worden war. Doch die politische Situation des Jahres 1949 ließ keine Verbindungen mehr in den Westen zu. Daher schloss Feledy 1953 seine Studien an der Krakauer Akademie der Schönen Künste in Polen ab. Dort lernte er auch seine polnische Frau Szabina, eine Musikerin, kennen. Im Anschluss an seine umfangreiche Ausbildung feierte er große internationale Erfolge. 1955 zog er nach Miskolc und erhielt 1958 das Derkovits-Stipendium des ungarischen Kultusministeriums. Die Stadt Miskolc widmete ihm 1988, zum 60. Geburtstag, eine ständige Ausstellung im Haus Rákóczi, einem restaurierten und denkmalgeschütztem Anwesen aus dem 17. Jahrhundert in dem rund 200 Gemälde und Grafiken des Künstlers ausgestellt sind. Dort findet auch die von Feledy initiierte Nationale Grafik-Biennale statt. Feledy wurde in Miskolc auf dem Öffentlichen Friedhof am Stadttor St. Peter in einem Ehrengrab beigesetzt.

## Werk
Feledy setzt sich zunächst mit dem grafischen Werk historischer Persönlichkeiten auseinander und studierte die Techniken französischer Künstler des 18. und 19. Jahrhunderts. Nach seinem Studium wurde er ab den späten 1950er Jahren zum Führer einer neuen Generation von Grafikern in Osteuropa. Nach einer ersten Phase, in der er sich einem strengen klassizistischem Stil widmete, wurden seine Arbeiten immer abstrakter. Er äußerte sich später, dass die Abstraktion sein Weg durch den Kommunismus gewesen sei. Nach der Wende entstanden wieder verstärkt Werke, die sich deutlich am Realismus orientierten, doch stets Platz für Fiktion und geistigen Freiraum ließen. Der Einfluss Picassos lässt sich in etlichen Arbeiten erkennen, doch fand Feledy sein Sujet unter anderem in der Umsetzung von christlichen und ungarischen Stoffen sowie aus der eigenen Biographie. Neben selbständigen Werken illustrierte der Künstler auch Bücher. Noch 2009 stellte er in Deutschland aus.

## Werkausstellungen
Neben der Dauerausstellung im 1989 eröffneten Feledy-Haus am Deák-Platz besitzen einige Sammlungen Arbeiten des Künstlers. Darunter die Städtische Galerie und das Otto-Herman-Museum in Miskolc, die Ungarische Nationalgalerie in Budapest und das Munkácsy-Mihály Museum in Békéscsaba.

## Wichtige internationale Ausstellungen
- 1952: Krakau, Polen
- 1953: Oslo, Norwegen
- 1960: Internationale Biennale der Graphischen Künste in Lugano, Schweiz
- 1965: Internationale Biennale der Graphischen Künste in Ljubljana, Jugoslawien
- 1966: XXXIII Biennale in Venedig, Internationale Biennale der Graphischen Künste in Krakau; Ausstellung in Tokio, Japan; Ausstellung im Collegium Hungaricum, Wien, Österreich; Ausstellung im Ungarischen Institut, Prag, Tschechoslowakei
- 1967: Internationale Biennale der Graphischen Künste in São Paulo, Brasilien; Ausstellung in der Ungarischen Akademie in Rom, Italien
- 1971: Katowitz, Polen
- 1973: Turin, Italien
- 1974: Tampere, Finnland
- 1980: Ungarisches Institut, Berlin, DDR
- 2009: „Die ‚Schwarze Kunst‘ in Ungarn“, Schlossmuseum Aschaffenburg (mit Lajos Szalay und Béla Kondor)

## Nationale Einzelausstellungen
- 1965: Dürer-Halle, Budapest
- 1974: Jozsef-Attila-Bibliothek, Miskolc
- 1974: Helicon Galerie, Budapest
- 1975: Kulturzentrum des Komitats, Salgótarján
- 1976: Mini-Galerie, Miskolc
- 1979: Kunstgalerie, Budapest
- 1980: Städtische Galerie, Kazincbarcika
- 1980: Csók Galerie, Budapest
- 1980: Mini-Galerie, Miskolc
- 1985: Vigadó Galerie, Budapest
- Seit 1988: Dauerausstellung im Feledy-Haus, Miskolc
- 2004: Städtische Galerie, Kazincbarcika
- 2005: Stadtbibliothek, Miskolc

## Weitere Auszeichnungen
- 1952: Kulturpreis während der Olympiade in Helsinki
- 1960–1966: Mihály-Munkácsy-Preis
- 1965: Preis der 3. Nationale Graphik-Biennale, Miskolc
- 1994: Komtur des Verdienstordens der Republik Ungarn

## Buchillustrationen
- Klára Fehér: Oxygenien. Corvina Kiadó, Budapest 1974
- István Demján: Kemény úton. (Gedichtband) Edelény 1992